# Elaeagnus viridis
Elaeagnus viridis är en havtornsväxtart som beskrevs av Servettaz. Elaeagnus viridis ingår i släktet silverbuskar, och familjen havtornsväxter. Utöver nominatformen finns också underarten E. v. delavayi.